# Thyreoglobulin-Antikörper
Thyreoglobulin-Antikörper (TAK, auch Anti-Tg) sind gegen Thyreoglobulin gerichtete Antikörper, deren Serumspiegel bei verschiedenen Autoimmunthyreopathien erhöht sein kann.
Thyreoglobulin spielt eine wichtige Rolle in der Synthese der Schilddrüsenhormone. Das Glykoprotein wird in Thyreozyten synthetisiert und dient als Matrix für die Schilddrüsenhormonsynthese sowie als Schilddrüsenhormonspeicher. Erhöhte Antikörperspiegel gegen Thyreoglobulin finden sich vor allem bei Autoimmunerkrankungen der Schilddrüse wie z. B. Hashimoto-Thyreoiditis und Morbus Basedow. Jedoch können auch bei Gesunden erhöhte TAK-Konzentrationen gefunden werden.

## Nachweis
Thyreoglobulin-Antikörper lassen sich mit verschiedenen quantitativen Immunassay-Verfahren nachweisen, zu denen beispielsweise die Elektrochemilumineszenz-Immunoassay (ECLIA, auch als ECL-Verfahren bezeichnet) zählt. Das Messergebnis wird in internationalen Einheiten pro Mililiter (IU/ml) angegeben.